# Спориш пісковий
Спориш пісковий, спориш пісковий + спориш Янати (Polygonum janatae Klokov) (Polygonum arenarium) — вид рослин з родини гречкових (Polygonaceae), поширений у південній, середній і південно-східній Європі, у західній і середній Азії.

## Опис
Однорічна рослина 15–50 см заввишки. Листки ланцетні чи довгасто-ланцетні. Трав'яниста рослина, від основи густо гілляста, суглобова, спочатку зелена, пізніше червонувата. Листки поперемінні. Квітки поодинокі або по два в пазухах. 

## Поширення
Поширений у південній, середній і південно-східній Європі, у західній і середній Азії. У Словаччині має статус EN, охороняється.
В Україні вид зростає на приморських пісках і черепашник, на річкових пісках — у Лісостепу і Степу.